# 滨海大学
滨海大学，全名为滨海-珍珠海岸大学（法語：Université du Littoral-Côte-d'Opale），音译为"利多拉尔大学"，是法国的一所公立综合性大学，于1991年成立，总部位于法国北部的敦刻尔克，隶属于里尔学区（法語：Académie de Lille）。

## 历史
滨海大学最早可追溯到1963年里尔大学设在加来的分部。随着学生数量的增加，学校从八十年代开始研究独立为综合性大学。最终滨海大学在1991年获准成立，并从1992年开学开始以大学的名义招生。

## 院系设置
滨海大学共有4个校区，分别位于:
- 滨海布洛涅 (Boulogne sur Mer)
- 加来 (Calais)
- 敦刻尔克 (Dunkerque)
- 圣奥梅尔 (Saint-Omer)